# خوانا اینس د لا کروز
سور خوانا اینس د لا کروز(به اسپانیایی: Sor Juana Inés de la Cruz)(زادهٔ ۱۲ نوامبر ۱۶۵۱ یا ۱۶۴۸- مرگ ۱۷ آوریل ۱۶۹۵) دانش‌پژوه خودساختهٔ اهل اسپانیای نو، نویسنده، شاعر، نویسندهٔ مکتب باروک و یک راهبه بود. او در مکزیک که در آن زمان مستعمره اسپانیا بود می‌زیست. او را پیشرو ادبیات مکزیکی می‌دانند.امروزه یکی از برجسته‌ترین چهره‌های عصر طلایی فرهنگ اسپانیایی تلقی می‌شود.
برخی نویسندگان معاصر با برداشت از درون‌مایه‌های شعری‌اش او را همجنس‌گرا یا دوجنس‌گرا انگاشته‌اند.